# Vattenfall i Småland
Vattenfall i Småland är en målning från 1856 av den svenske konstnären Marcus Larson. Den föreställer ett dramatiskt landskap där en fors väller fram bland stenar och utskjutande klippkanter, omgärdad av vindpinade träd och mörka moln på himlen.
Målningen tillkom i Paris. Den bygger på fotografier och naturstudier som fogades samman till en enhetlig bild. Dess blandning av realistiska detaljer och dramatisk helhet var typisk för Düsseldorfskolans måleri. Larsons syfte var att inge en känsla av det sublima.
Målningen testamenterades till Nationalmuseum 1910. Henrik Cornell beskrev den i Den svenska konstens historia som "en nyromantiskt skräckfull skönhet".